# Woltersdorf (bei Berlin)
Woltersdorf település Németországban, azon belül Brandenburgban. Lakosainak száma 8520 fő (2022)

## Fekvése
Woltersdorf Berlintől délkeletre, három tó (Bauersee, Flakensee, Kalksee) partján fekszik. Délen Erkner városa, északon Rüdersdorf határolja.

## Történelme
A mai Woltersdorf területén 1240 körül telepedtek meg az első parasztok. A falu első írásos említése 1319-re tehető, még Waltersdorf slawika néven, ekkor nagyrészt földművesek, valamint a környező tavak hajósai lakták. A Woltersdorf megnevezést először 1375-ben említi IV. Károly földkönyve.
A települést 1487-ben Berlinhez csatolták, melynek 1993-ig volt része. 1550-ben zsilipet építettek a Flankensee és a Kalksee között. 1618-tól 1648-ig, a Harmincéves háború alatt a falu elnéptelenedett. 1886-ban turisztikai céllal kilátótornyot építettek a Kranichsbergén, mely a második világháború alatt megsemmisült, majd 1962-ben építették ujjá, ma kiállításnak ad otthont. A XIX. század végére elkészült a Berlinből keleti irányba haladó vasútvonal, melynek Erkneri megállója nagyban hozzájárult Woltersdorf népszerűségéhez, mint az állandó lakosok, mint a hétvégi házat kereső berliniek tekintetében. 1913 óta helyi villamosjárat köti össze a falut Rahnsdorf S-Bahn állomással.

## Népessége (1624-2022)[3]
A település népességének változása:
| Év   | Népesség (fő) |
| ---- | ------------- |
| 1624 | 200           |
| 1875 | 728           |
| 1890 | 1323          |
| 1910 | 2517          |
| 1925 | 3348          |
| 1933 | 5146          |
| 1939 | 6071          |
| 1946 | 5765          |
| 1964 | 6156          |
| 1981 | 5520          |
| 1985 | 5318          |
| 1995 | 5007          |
| 2000 | 6799          |
| 2005 | 7564          |
| 2015 | 8092          |
| 2020 | 8423          |
| 2022 | 8520          |

## Közlekedés

#### Közúti forgalom
Woltersdorf az L 30-as országúton található Rüdersdorf és Erkner között. A legközelebbi autópálya csomópont Rüdersdorf az A10-es autópályán (kelet-berlini körgyűrű).

##### Vasút
Woltersdorfnak nincsen vasúti megállóhelye. A legközelebbi vasútállomás, Erkner busszal érhető el.

##### Autóbusz
A helyi autóbuszközlekedést a VBB PlusBus szolgáltatása biztosítja.
- 420-as busz: Erkner ↔ Woltersdorf ↔ Schöneiche ↔ Neuenhagen
- 950-es busz: Erkner ↔ Woltersdorf ↔ Rüdersdorf ↔ Strausberg

##### Villamos
1913. július elseje óta normál nyomtávú villamos közlekedik Rahnsdorf és a woltersdorfi zsilip között. Az 5,6 km hosszú pálya a Köpenicki erdőn és a Berliner Straßén keresztül ér el a falu keleti végébe. Az 1957 és 1961 között gyártott Gotha/LEW villamosok a 87-es szám alatt közlekednek 